# Neo ATLAS
『Neo ATLAS』（ネオ アトラス）は、アートディンク及びメディアクエストから発売されたシミュレーションゲームのシリーズ作品。元々はPC-9801用のシミュレーションゲームとして発売されていた『THE ATLAS』に新たなアレンジを加え、コンシューマプラットフォームへと移植したものである。3作品が発売されており『I』と『II』はWindows用およびPlayStation用、『III』はPlayStation 2用。どの作品も基本的なシステムはほぼ同じ。
制作販売はメディアクエスト（Windows）、アートディンク（プレイステーション）。開発担当の有限会社フリップフロップはディレクターの山口洋一が1992年に設立した会社であったが、2007年には古巣であるアートディンクに復帰している。

## 概要
本作においての最終目的は世界地図を完成させることであるが、大航海時代を扱った他社の世界観とは多少異なり、貿易や政治関係それ自体にはウェイトを置かず、当時のヨーロッパから見た他国の文化や世界観等、史実と創作を交え当時のロマンを味わわせる部分に重きを置いており、戦争や政治関係等のシビアな描写は一切無い。
登場するイベントは古代文明や神話も登場するが、大航海時代から近代で語られた論説、天動説や地動説等の当時信じられてきた論説も数多く存在する。故に貿易で稼ぎつつ目的を果たす部分はシミュレーションゲームだが、噂を集めて探索する謎解き要素はむしろアドベンチャーゲームに近い。
イベントとして登場する言い伝えの元ネタについては後記。

## ゲームシステムの特徴
地図作成
このゲームの最大の目的は世界地図を完成させること。ゲーム開始時の世界地図はヨーロッパやアフリカの一部が見えるのみで、残りのほとんどは雲に隠れていて見えない未確定領域となっている。この未確定領域に船団を派遣することによって少しずつ世界地図が描き足されていく。どのような地形になるかはランダムで決まるが、現実世界の地形に近くなるようになっている。船団のリーダーである提督の能力や船の性能によって調査結果が左右される。また、地図作成には後述の「信じる」「信じない」が大きく関わっている。帰還した提督の報告を信じることによって未確定だった区域は現実の地形として追加されるが、信じなければ地形は未確定の状態に戻る。プレイヤーが望めば、既存の大陸に内海や海峡をつくることも可能となる。
「信じる」「信じない」
ゲームの各所で「信じる」「信じない」の2つの選択肢が表示されることがある。「信じる」を選べばその話は真実となるが、「信じない」を選んだ場合はその話はデマとなってしまう。船団を未確定領域に派遣した際の調査報告では「信じる」を選んではじめて世界地図が書き足されていく。「信じない」を選んだ場合は同じルートをもう一度調査に行かせることもできる。何度も「信じない」を選択しているとどんどん地形が変わっていき、大陸を分断する海峡ができたり現実世界には存在しない幻の陸地ができることがある。すなわち、プレイヤーの選択次第で好きなように世界地図を作り上げることができるのである。地球が球体であるか平面であるかすらもプレイヤーの選択によって決まってしまう。
発見物
世界地図にはたくさんの宝箱が隠れている。その正体は建造物・遺跡・生物など様々。BGMも発見することによって増やしていく。一度発見したものはアイコンとして世界地図に表示される。一部の発見物には提督を調査に行かせることもできる。
海賊・怪物
海賊や怪物は船の航行を妨害する。提督率いる船団を派遣することによって退治に行かせることができる。勝敗は双方の戦闘能力によって決まる。
産物・貿易
提督への報酬や調査費用・船団の維持費用などは貿易によって得た利益で賄う。『I』・『II』では登場する街には必ず1種類の産物と港がある。2つの港を結ぶ交易路を設定することによって貿易を行うことができる。陸地をまたぐ航路は設定できないため、湖に港ができるとその街は外洋とは取引できない。価値の高い産物なら大きな利益をあげられる。生産量の少ない産物は在庫が尽きるのが早い。在庫が尽きると生産されるまで貿易は一時中断する。直線距離が長く迂回の少ない交易路のほうが利益は高くなる。使用する船の性能によっても利益は変わる。
加工品
産物の組み合わせによっては加工品が誕生することもある。例えば指輪と金を取引させることによって加工品「金指輪」が誕生する。加工品も通常の産物と同じように扱える。加工品からさらに新たな加工品を作り出すこともできる（2段階以上は加工できない）。ただしその交易路を廃止すると加工品もなくなってしまう。なかには火薬と米の加工品「かやくごはん」などジョークに近いものも存在する。
シリーズごとのシステム差異については後述。

## 各シリーズ作品

### THE ATLAS
THE ATLAS（ジ・アトラス）シリーズ。

### Neo ATLAS
1998年2月26日に発売されたWindows/PlayStation用ソフト。2007年10月24日よりゲームアーカイブスにて配信開始。
『THE ATLAS』から派生した作品。世界観が4種類あり、「信じる」「信じない」の選択によってどれかに決まるのが特徴。世界は球体か平らかということだけでなく、世界がどのように支えられているかということも論点となる。現実世界と同じ球体世界、世界の果てが滝になっている平面世界、巨人が支えている球体世界、蛇が支えている平面世界の4種類がある。どの世界観になったかによって中央アジアの地形が決まる。巨人世界なら巨大の手形の湾が、蛇世界なら渦巻状の大河ができる。航海画面の3D化やBGM、完成度の高い2Dドットグラフィック、家庭用ゲームの大容量を生かした多彩なサブシナリオなどによりやり込み要素も高い。
発売にあわせ、Neo ATLAS体験版「ファミ島の謎」キャンペーンとして、『ファミ通』＆『ファミ通PS』編集部のタイアップバージョン『Neo ATLAS体験版ファミ通バージョン』の無料配布や、発売後のNeo ATLAS「世界の謎を解き明かせ!!」キャンペーンにおいては、作中最大の謎である【聖牛イヴラークの謎】と【詩人ケメロスの謎】を解いたユーザーに本物のメイプルリーフ金貨（1/4オンス）やオリジナル懐中時計をプレゼントするなどの販売促進が実施された。なおメイプルリーフ金貨をプレゼントするキャンペーンは、同社の『THE ATLAS』でも行われた。

### Neo ATLAS II
発見物や産物などが追加・変更されてはいるがゲームシステムの違いは少なく『I』のマイナーチェンジに近い作品である。ストーリー面でもある程度の違いはあるものの登場人物はあまり変わっていない。
この作品ではジェノバに「交易所」がある。交易所には好きな産物を1つ設定でき、通常の街と同じように貿易ができる。既に発見されている産物なら何でも設定できる。Iのセーブデータや同作品の途中進行、クリアデータから読み込んで設定することもできる。また、『「聖牛イヴラークの骨」はどこだ!!』キャンペーンがあり、前作同様にイヴラークの骨の謎を解いたユーザーには本物のメイプルリーフ金貨（1/4オンス）や木製タイムスケジュールなどがプレゼントされた。

### Neo ATLAS III
前作から登場人物・システム共に大きく変更された。今まで2Dのミラー図法だったゲーム画面が3Dの地球儀に変わった。3Dポリゴンで作られた画面に特殊な加工を施す"ドローイング表現"が使われている。世界は最初から球体であり、平面になることはない。見渡せる範囲が狭い初期のうちは平面地図とあまり変わらないが、ゲームが進み範囲が広くなると球面特有の挙動が現れ（画面の「上」が北方向固定でないので、直角に操作してカーソルを「四角く」移動したとき元の位置に戻ってこれない、など）、次第に操作性が変化してくる。独特の手応えがある一方、処理速度と操作性の低下も招き、プレイヤーの賛否は分かれた。
システム面では新たに「文化」という要素が追加された。航海で発見した世界各地の様々な文化を交流させることで、複合的な新しい文化を作る事や、1つの文化を世界中に広める事も可能となった。本作は15世紀のポルトガルが舞台となる。本作に登場する街にはヨーロッパ・アフリカ・チャイナなどの「文化」が設定されている。ゲーム中にリアルタイム発展していく文化の様子をマップ上で確認することができるようになっている。そして文化同士を互いに交流させたりなど文化は加工貿易に大きな影響を与える。『I』・『II』の街には必ず1種類の産物があったが、本作では産物のない街もある。産物のない街に他の街から産物を輸入させることによって加工品が生まれることがある。産物が生まれるかどうか、何が生まれるかは都市の文化によって決まる。
文化は不変ではなく民族移動によって変化していく。近隣から他民族が移動したり貿易船に乗ってやってきたりして移住することがある。
うわさバルーンは情報収集のためだけの手段となり、「信じる」「信じない」の選択肢は探検航海をしたときぐらいにしか出ないようになった。マップは拡大・縮小が可能となっている。地球全体を一望する距離から、建造物が確認できる近さまでの調節が可能。

### Neo ATLAS 1469
基本的なゲームシステムは『Neo ATLAS II』をベースにしつつ、新規シナリオを追加し、グラフィックを一新している。
発売時の世相に合わせた表現の変更が見られ、一部の産物（象牙、タバコ）が削除、変更されている。また、世界各地の民族を発見して図鑑に登録する要素がなくなった。
2016年に発売されたPlayStation Vita版はタッチパネル操作で、ピンチアウト・インによる地図の拡大・縮小も可能。
2017年には高速処理やフルHD解像度に対応したWindows版が発売。プレイヤーの記録を振り返るヒストリーマップ機能が追加された。
2018年4月19日にはNintendo Switch版が発売。ゲーム内容はヒストリーマップ機能が追加されたWindows版準拠で、Nintendo Switch版の特徴としては、従来のタップ操作に加えてコントローラーによる操作にも対応。

## イベントの元ネタ
本作においては大小含め多数のイベントが存在する。ほとんどは脚色され一部コミカルなものとなっているが、多くは主に大航海時代までに信じられてきた様々な説や伝承がモデルになっている。以下は主に『ネオアトラスI』にてエンディングや進行に影響するイベントの一部である。
象・蛇・亀の世界
アジアにて信仰されていた須弥山説の仏教宇宙観がモデルとされている。
平らな世界
1500年頃まで一説として語られてきた地球平面説がモデルとされている。
巨人の世界
北欧神話の世界観、ギリシア神話で語られていたアトラス世界観がモデルとされている。
ジパング伝説
マルコ・ポーロの『東方見聞録』に記された言い伝えをモデルとしている。
イヴラーク
ローマ時代のルクソール地方やその他多くの宗教での聖牛信仰がモデルとされている。
エルドラド
大航海時代にスペインに伝わったアンデス地方にあるとされた黄金郷の言い伝えエル・オンブレ・ドラドがモデルとされている。
アトランティス
プラトンのアトランティス伝説がモデルとなっていると思われる。詳細はアトランティスを参照。
他にも多くのイベントや場所が登場するが、実在する伝承や信仰を元にしたものから、昔話や絵本の世界をモデルにしたものまである。

## 登場人物
ミゲル
プレイヤーに様々なアドバイスをする執事。シリーズを通して登場する『Neo ATLAS』のマスコットキャラクターのような存在である。
サンクティ・ソリス
高い能力を持つ提督だが、性格には際立った特徴はない。『I』と『II』に登場。『I』ではゲーム開始当初から選択可能。
ファン・ロハス
酒が大好きな提督。『I』と『II』に登場。
フランシスコ・ペレス
サラマンカ大学の教授であるが世界各地を調査するために提督として参加する。非科学的な理論や伝説を否定し科学的な理論を唱える。全作品に登場。『II』ではゲーム開始時から選択可。
アントニオ・ゴメス
英雄として称賛されており高い能力を持つ提督。しかし悪運の持ち主でもあり多くのトラブルに巻き込まれる。全作品に登場。
マリア・アルメイダ
名家の娘。没落した家の復興のために提督となる。特技はトーレス直伝の潜水。『I』と『II』に登場。
アルバーロ・トーレス
アルメイダ家に仕える老人。潜水が得意。Iでは提督になるがIIではならない。『I』と『II』に登場。
ルイス・バルディ
元海賊のため戦闘力が抜きん出ている提督。『I』と『II』に登場。
ペドロ・バルボサ
風貌・言動共にうさん臭く狡猾な提督。『II』にのみ登場。
アブトゥ
エジプトのシャーマン。非科学的なものを信じないペレスとの対立がきっかけで提督となる。『II』にのみ登場。
レオン・ディアス
ゴメスに憧れて若くして提督となる。おとなしい性格であり世間からあまり注目されていない。『III』にのみ登場。
サミュエル・チェンバレン
密貿易船長。裏社会とのパイプを持つ提督。高い戦闘力を持つ。『III』にのみ登場。
アイーダ・デフランコ
提督を志願する好奇心旺盛な少女。世界地図作成を目指す交易商人。ストーリーによって4種類の成長タイプに分かれる。『III』にのみ登場。
メンデス・ケサダ
怪しい商品を売る闇商人。『I』では提督にすることもできる。『III』では店を構えている。全作品に登場。
ラグナール
海賊を率いて砦を構えている。航海におけるイベントも数多く登場する。『III』に登場。
アフォンソ5世
ポルトガル国王。プレイヤーに貿易特権と資金援助を与え、未到達の地の探索を命じる。『I』と『II』に登場。『III』ではゲーム中に名前が出てきたり姿を現したりすることはないが、国王の存在をうかがわせるような演出はなされている。
なお、ゲームが何十年と進行しようとも登場人物は死ぬどころか年を取ることすらない。